# 사용가치
사용가치(영어: Use value)는 고전 정치경제학과 마르크스주의 경제학에서 주로 다루어지는 개념으로, 상품이 인간의 요구, 욕구 또는 필요를 충족시키거나 특정 목적 달성에 기여하는 유용한 특성을 의미한다.
전통경제학에서 “가치” 라는 것은 경제주체가 특정 재화를 소유, 사용하는 동기와 그 재화가 제공하는 효용 및 교환 가능성을 설명하는 개념이다. 전통적 분석에서는 가치가 주로 사용가치와 교환가치로 구분된다.
사용가치는 상품이나 서비스가 소비되었을 때 발생하는 직접적인 만족감이나 효용을 말한다. 즉, 상품의 물리적 속성이나 기능에 기초하여 실제로 사용됨으로써 인간의 생활에 기여하는 가치를 지칭한다. 이는 상품이 단순히 거래의 매개체로서가 아니라, 그 자체로서 소비자가 필요로 하는 기능을 수행할 수 있는가에 초점을 맞춘 개념이다.
이와 구별되는 교환가치(exchange value)는 재화를 다른 재화나 서비스와 교환할 수 있는 능력을 말한다. 그 재화 자체가 직접적인 효용을 제공하지 않더라도, 그 재화로부터 효용을 지닌 다른 재화를 취득할 수 있는 가능성이 중요한 경우 이를 교환가치라고 부른다. 예를 들어, 일부 투자자산이나 예술품은 그 자체의 사용보다는 시장에서의 교환 가능성이 중요한 기준이 된다.
사용가치는 재화를 직접 소비하거나 이용함으로써 얻어지는 효용이다. 예를 들어, 음식의 경우 섭취를 통해 신체적·심리적 만족을 얻는 것이 사용가치에 해당한다. 이 개념은 재화가 본연의 목적, 즉 직접적인 소비나 사용을 통해 효용을 발생시킨다는 점이 중심이 된다.

## 가치의 상대적인 비율
대부분의 재화는 사용가치와 교환가치를 동시에 지니지만, 사회·경제적 상황 및 재화의 특성에 따라 두 가치의 상대적인 비율은 달라질 수 있다.
- 소비재: 흔히 식품이나 생활용품 등과 같이 직접 소비가 목적인 재화는 사용가치가 상대적으로 높은 반면,
- 투자재 및 예술품: 직접적인 소비 효용보다 다른 것과의 거래를 통한 교환의 용이성(시장성)의 가치가 강조되는 경우에는 교환가치의 비중이 커진다.